# 神尾美月
神尾 美月（かみお みずき、1995年5月15日 - ）は、日本のレースクイーン・女性モデルである。
熊本県熊本市出身。スリーライズ所属。

## 経歴
2016年1月、東京オートサロン2016で展示会デビュー。
2016年3月、ラナエンターテイメントが手掛けるエヴァンゲリオンレーシングの2016年体制としてマリ役のレースクイーンであることが発表され、これがRQデビューとなった。
2016年、「日本レースクイーン大賞 2016新人部門」のファーストステージに74名の新人レースクイーンがエントリーした。投票は、5月20日から6月6日まで行われ、投票ポイントの上位10名と選ばれ、2016新人部門のファイナルステージへ進んだ。
2017年2月16日、アップガレージ「ドリフトエンジェルス」のメンバーとなる。
2018年のスーパーフォーミュラでは、「carrozzeria Team KCMG レースクイーン」を担当。
2019年2月8日、2年ぶりにアップガレージ「ドリフトエンジェルス」メンバーに復帰。
2019年、  ファン投票で人気No.1レースクイーンを決定するレースクイーン総選挙「日本レースクイーン大賞」の大賞を受賞する。
2020年、オートバックスのサーキットクイーン、ARTAGALSに加入する。
同年、週刊プレイボーイでグラビアデビューを果たす。

## 人物
- 口癖：わー！。
- 好きな食べ物：蟹 お肉 焼き鳥 銀杏。
- 嫌いな食べ物：きのこ。
- 好きなブランド：snidel 。
- 好きな色：白と黒。
- 趣味：温泉巡り、都内観光。
- 特技：動物のモノマネ[9]。
- チャームポイント：目・笑顔。

## 活動

### イベント
- 東京オートサロン2016[11] (2016年1月15日 - 1月17日 マツダブース)
- 名古屋オートトレンド2016[12] (2016年2月27日 - 2月28日 マツダブース)
- 「AnimeJapan 2016」 (2016年3月26日 バンダイナムコ 映像音楽グループブース[13])
- 「テレビ朝日・六本木ヒルズ 夏祭り SUMMER STATION」[14] (2016年7月16日 - 8月28日 マツダブース)
- TOKYO GAME SHOW2016[15](2016年9月15日 - 18日 Xperia ブース　ステージモデル)
- 東京オートサロン2017 avexキャンペーンガール（共演：清瀬まち、日野礼香、堀尾実咲、水谷望愛、森園れん）
- 東京ゲームショウ2017「Xperia」ブース（2017年9月、幕張メッセ）[注 1]
- ニコニコ超会議2017・2018 SANYOブースコンパニオン
- 東京オートサロン2019（2019年1月12日 - 1月14日、Exizzle-Lineブース[16]）

### レースクイーン
- エヴァンゲリオンレーシングRQ2016（真希波・マリ・イラストリアス役）[17]
  - 3月27日：東名高速道路の足柄サービスエリアにある「EXPASA足柄（下り）」で、「新世紀エヴァンゲリオン」とコラボイベント。「エヴァレーシング2016決起集会」、RQ撮影会。[18]
  - 5月3日 - 4日：SUPER GT、FIA-F4選手権 富士スピードウェイ
  - 7月23日 - 24日：SUPER GT、FIA-F4選手権 スポーツランドSUGO
  - 7月30日 - 31日：鈴鹿8時間耐久ロードレース[19]、鈴鹿サーキット
  - 8月27日 - 28日：SUPER GT、FIA-F4選手権 鈴鹿サーキット
  - 9月22日：第47回仙石原すすき祭り 箱根温泉卓球選手権2016　RQ撮影会、仙石原文化センター仙石原公園特設ステージ [20]
  - 10月8日 - 9日：SUPER GT、FIA-F4選手権 タイ・チャーン・インターナショナル・サーキット
  - 10月29日：RQ撮影会
  - 11月12日 - 13日：SUPER GT、FIA-F4選手権 ツインリンクもてぎ
  - 12月5日：西東京市、新青梅街道沿、出玉王田無店「CRヱヴァンゲリヲン - いま、目覚めの時 -」プレミアム先行導入イベント[21]
  - 12月25日：『ケーパワーズ大阪本店』エヴァレーシングRQによるトークショー
  - 2017年1月9日：仙台駅前にてニッカンスポーツ号外配布[22]。
  - 1月21日：東京都品川区武蔵小山駅前にて、ニッカンスポーツ号外配布[23]。「COSMO武蔵小山店」にてエヴァレーシングRQによるトークショー[24]。
  - 1月22日：札幌駅前にて、ニッカンスポーツ号外配布[25]。
  - 2月5日：RQ撮影会(ラスト)
- 2017年・2019年 アップガレージ ドリフトエンジェルス [6]
- 2018年 スーパーフォーミュラ「carrozzeria Team KCMG レースクイーン」[1]